# Збєг (Бебрина)
Збєг (хорв. Zbjeg) — населений пункт у Хорватії, у Бродсько-Посавській жупанії у складі громади Бебрина.

## Населення
Населення за даними перепису 2011 року становило 427 осіб.
Динаміка чисельності населення поселення:

## Клімат
Середня річна температура становить 11,22 °C, середня максимальна – 26,13 °C, а середня мінімальна – -6,48 °C. Середня річна кількість опадів – 801 мм.
| Клімат поселення                              | Клімат поселення | Клімат поселення | Клімат поселення | Клімат поселення | Клімат поселення | Клімат поселення | Клімат поселення | Клімат поселення | Клімат поселення | Клімат поселення | Клімат поселення | Клімат поселення | Клімат поселення |
| Показник                                      | Січ.             | Лют.             | Бер.             | Квіт.            | Трав.            | Черв.            | Лип.             | Серп.            | Вер.             | Жовт.            | Лист.            | Груд.            |                  |
| Середній максимум, °C                         | 6,31             | 8,69             | 13,34            | 17,97            | 23,05            | 26,13            | 25,83            | 25,05            | 21,08            | 15,76            | 9,90             | 5,79             |                  |
| Середня температура, °C                       | −0,1             | 2,30             | 6,94             | 11,57            | 16,64            | 19,72            | 21,53            | 20,75            | 16,78            | 11,46            | 5,59             | 1,50             |                  |
| Середній мінімум, °C                          | −6,48            | −4,09            | 0,54             | 5,18             | 10,26            | 13,32            | 17,22            | 16,41            | 12,48            | 7,12             | 1,30             | −2,81            |                  |
| Норма опадів, мм                              | 51               | 53               | 50               | 60               | 73               | 98               | 69               | 63               | 57               | 75               | 84               | 68               |                  |
| Середньомісячна швидкість вітру, м/с          | 1.60             | 1.90             | 2.20             | 2.12             | 1.90             | 1.80             | 1.80             | 1.60             | 1.52             | 1.55             | 1.60             | 1.70             |                  |
| Середньомісячна сонячна радіація, кДж/м²·день | 4341             | 7048             | 10934            | 15370            | 19269            | 21432            | 22488            | 20632            | 15062            | 9248             | 4879             | 3634             |                  |
| --------------------------------------------- | ---------------- | ---------------- | ---------------- | ---------------- | ---------------- | ---------------- | ---------------- | ---------------- | ---------------- | ---------------- | ---------------- | ---------------- | ---------------- |
| Джерело:                                      |                  |                  |                  |                  |                  |                  |                  |                  |                  |                  |                  |                  |                  |